# Marianna del Palatinat-Neuburg
Maria Anna del Palatinat-Neuburg (Düsseldorf, 28 d'octubre de 1667 - Guadalajara, 16 de juliol de 1740), coneguda també com a Maria Anna de Neuburg (o Marianna), fou filla de l'elector del Palatinat i monarca consort d'Espanya entre 1689 i 1700, en casar-se amb Carles II de Castella, darrer monarca de la dinastia dels Àustries. Esdevingué la seva segona esposa, però per la probable impotència del monarca, no va arribar a tenir mai fills, tanmateix, va fingir diversos embarassos. D'altra banda, en el marc del conflicte successori, va participar de les intrigues de la cort per part del bàndol austríac, però els seus esforços van resultar infructuosos i el tron fou deixat en testament a Felip d'Anjou, de fet, amb l'entronització del nou rei, Maria Anna es retirà de la cort i s'instal·la a Toledo, després fou exiliada a Baiona per ser proaustríaca durant la Guerra de Successió Espanyola, fins al 1738, any en què se li permet tornar a Espanya.

## Biografia

### Orígens
Nasqué el 28 d'octubre de 1667 a Düsseldorf, l'actual estat de Rin del Nord-Westfàlia. Era filla del Felip Guillem, príncep elector del Palatinat i duc de Neuburg, i de la seva esposa Elisabet Amàlia de Hessen-Darmstadt. Per línia paterna, era neta de l'elector Wolfgang Guillem I i de Magdalena de Baviera; per línia materna ho era del landgravi Jordi II de Hessen-Darmstadt i de Sofia Elionor de Saxònia.

### Matrimoni

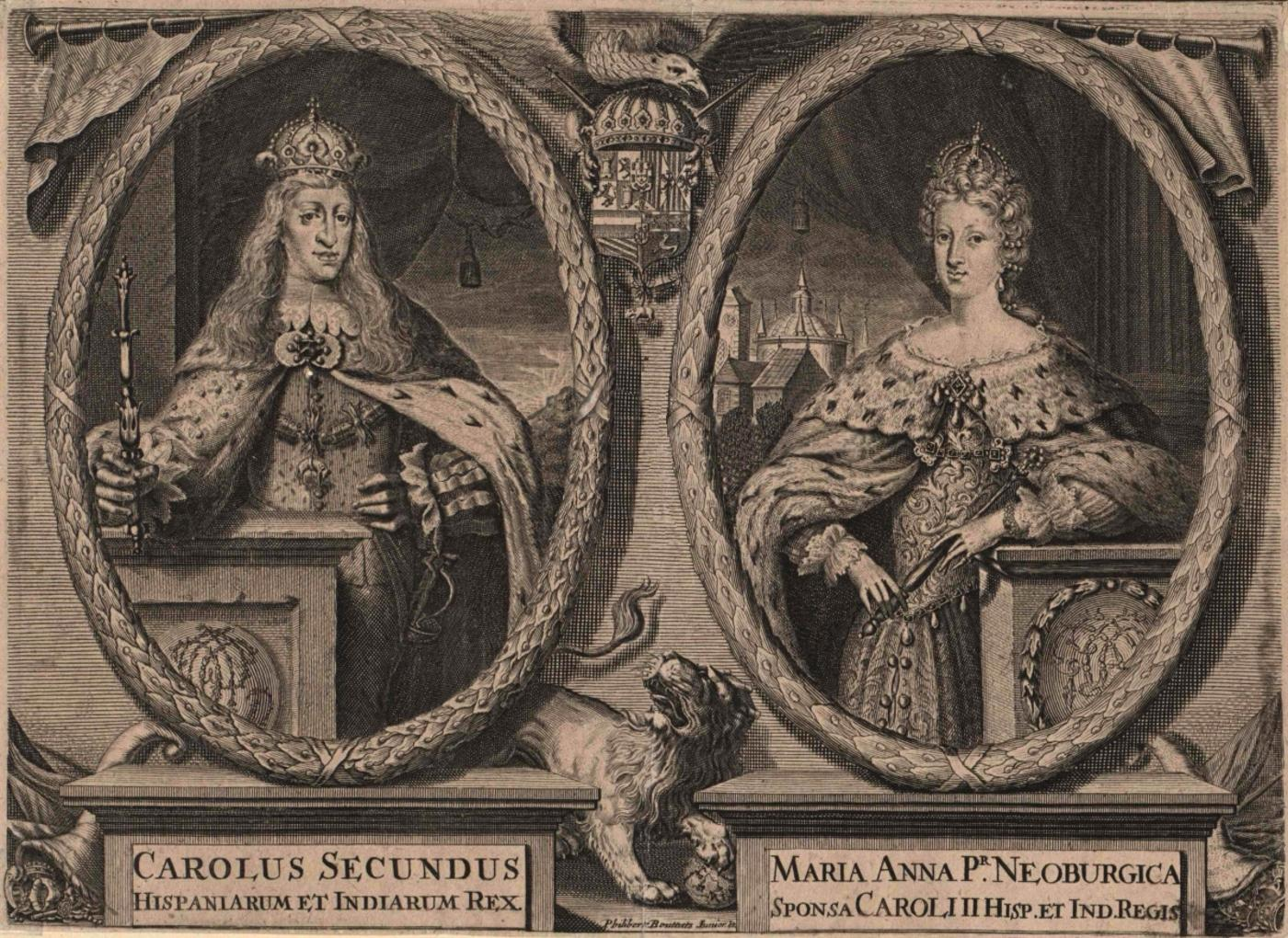
Gravat d'autor desconegut que representa a Carles II i a Marianna de Neuburg (1689).

Maria Anna fou la segona esposa de Carles II de Castella i, de fet, va exercir sobre el monarca una influència bastant notable. El matrimoni va ser concertat a causa de la necessitat d'obtenir successió per donar continuïtat a la dinastia d'Àustria, de fet la recerca de candidates i les gestions es van iniciar poc després de la mort de l'anterior reina, Maria Lluïsa d'Orleans, i es va fer amb molta rapidesa. Maria Anna va ser escollida gràcies a la fama de la seva família, les dones de la qual eren molt prolífiques. Tanmateix, també era una dinastia afamada de poder, i Maria Anna sabia que la seva fortuna i la de la seva família depenia de si, arribat el dia, podria engendrar fills o no, i per tant, donar un hereu a la corona espanyola.
El 15 de maig de 1689, s'anuncià públicament a Madrid el casament. La unió per poders es va celebrar el 28 d'agost de 1689; el posseïdor dels poders del monarca espanyol va ser el mateix emperador Josep I. Després, Maria Anna va viatjar fins a Holanda, on va embarcar amb destí a Espanya el 27 de gener de 1690. Després de mals temporals, finalment va desembarcar al port gallec del Ferrol el 26 de març, on va ser rebuda per la comitiva reial, entre ells el mateix Carles II i la reina mare, Maria Anna d'Àustria. Des d'allà la comitiva reial va haver de dirigir-se fins a Valladolid, on va celebrar-se la cerimònia nupcial presencial el dia 14 de maig de 1690; durant el camí fins a la ciutat val·lisoletana va tenir diverses grans rebudes a les poblacions per on va passar, fou rebuda per diverses personalitats i nobles, i es van dur a terme diversos espectacles en el seu honor.

### Regnat

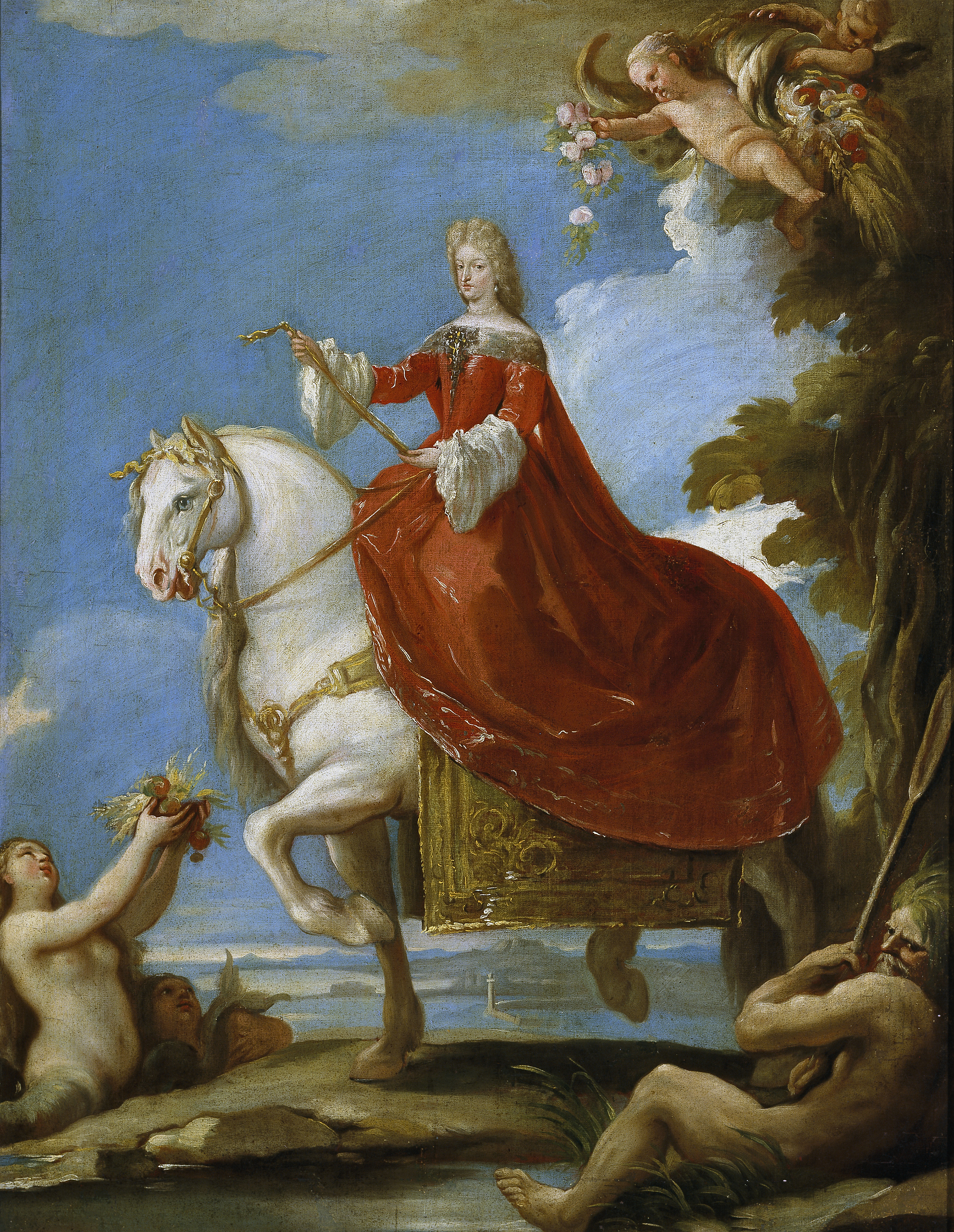
Retrat de Marianna de Neuburg a cavall (1693-1694). Oli sobre llenç de Luca Giordano, Museu del Prado.

Com en el cas de la primera esposa, d'aquesta unió no nasqueren fills. A l'època s'afirmava que era per feblesa o per malefici de Carles II i es diu que, de fet, fou una causa que Maria Anna assolís tant de poder i influència sobre el monarca. La reina, comptava per al control del govern amb el confessor reial, Pedro Matilla, un subordinat seu a Hisenda i l'almirall de Castella. La situació s'estengué fins al punt que Carles II, assessorat pel cardenal Portocarrero, va decidir substituir Matilla per Froilán Díaz de Llanos sense saber-ho Maria Anna.
A causa de la impotència de Carles II, la reina va arribar a fingir fins a dotze embarassos. No obstant això, aquests enganys no la feren popular entre el poble, ans al contrari, per la vila de Madrid corria una corranda que deia: «Tres vírgenes hay en Madrid: la Almudena, la de Atocha y la reina Nuestra Señora». A tot això, a més, se suma que, seguint la creença que dita falta de capacitat d'engendrar era per causa de maleficis o encanteris, de fet, Carles II havia permès la realització d'encanteris i conjurs sobre la seva persona. No obstant això, contra aquests fets, el confessor reial Díaz i l'inquisidor general, Joan Tomàs de Rocabertí, sense que la reina sabés què passava, va realitzar al monarca tota una sèrie d'exorcismes. Aquesta situació es mantingué fins que l'inquisidor va morir el 1699, llavors la reina va dirigir totes les seves forces per destituir a Froilán Díaz, que l'havia ofès acusant-la d'haver encantat al seu marit, i aconseguí que el nou inquisidor general, Baltasar de Mendoza y Sandoval, l'acusés; sense motius de pes i sense l'aprovació del Tribunal de la Inquisició, després de la mort de Carles II, el 1704 Díaz fou declarat innocent.
D'altra banda, el problema dels encantaments i de Froilán Díaz van estar emmarcats enmig del conflicte successori de la corona espanyola, de fet, Maria Anna va conspirar contra el rei, primerament alternant entre el candidat al tron francès i l'austríac, mentre que el cardenal Portocarrero va esdevenir el puntal del partit profrancès a través de la infanta Maria Teresa d'Àustria, esposa de Lluís XIV, que va buscar la complicitat del cardenal i de la mateixa reina Maria Anna, arribant fins i tot a oferir-li un casament amb el Delfí de França, amb tot, finalment la reina es va decidir pel bàndol austríac. Per aquesta raó, al costat de la baronessa de Berleps, intentà influir sobre la successió del rei, intentant sense èxit aconseguir que el rei nomenés l'arxiduc Carles d'Àustria hereu dels seus títols. Tanmateix, a causa d'aquestes intrigues cortesanes, també se la relaciona amb la mort dels inquisidors generals, Joan Tomàs de Rocabertí i Alfonso Fernández de Córdoba, el darrer, que fou sancionat pel bàndol profrancès, fou nomenat expressament per Carles II en contra dels desitjos de la reina, que volia instal·lar en el càrrec a Antoni Folch de Cardona.

### Viudetat

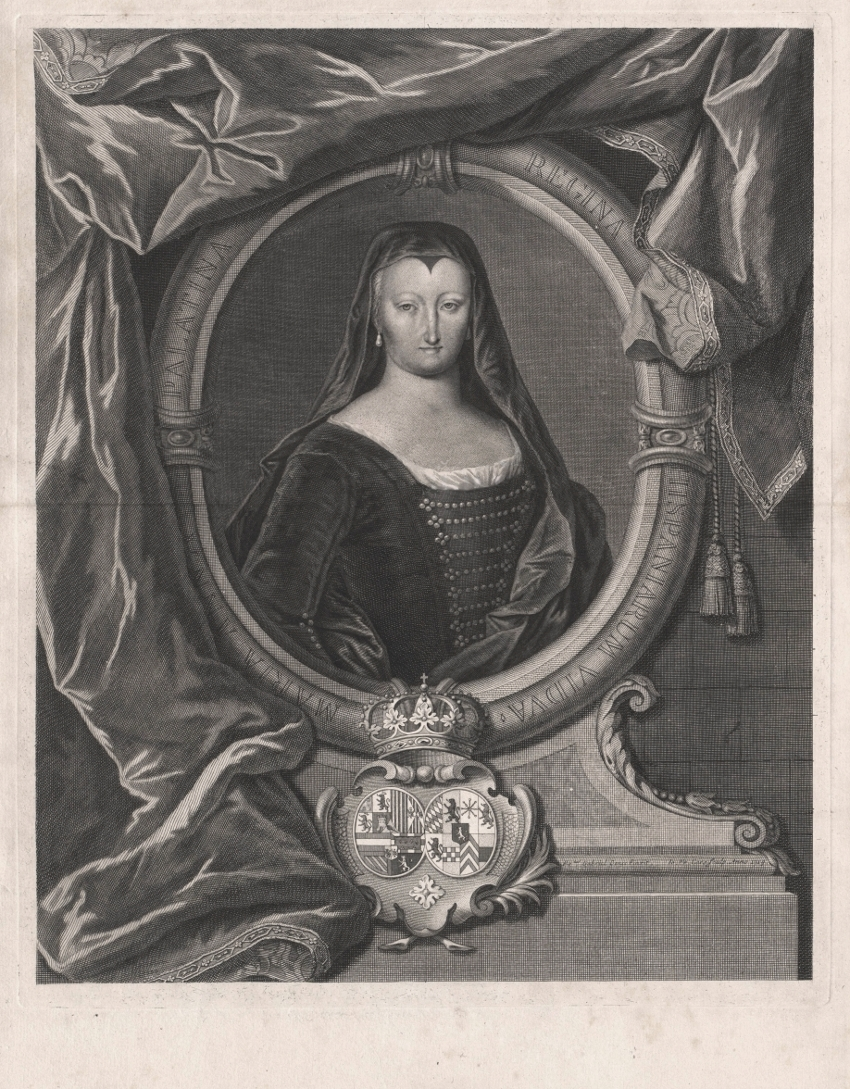
Gravat d'autor desconegut de la reina representada com a vídua. (ca.1711)

Mort el darrer monarca de la Casa d'Àustria, va ser escollit per testament el candidat francès Felip de Borbó, duc d'Anjou. A la cort es va instaurar una Junta de Govern, com es preveia en casos d'absència del rei, molt semblant als períodes de regència. En aquesta Junta, Maria Anna va tenir un paper preeminent, de fet, haurien estat econòmicament generoses, perquè li corresponien rendes de 400.000 ducats cada any, fins i tot, Carles II va deixar escrit que la reina, fins i tot podia passar a algun estat d'Itàlia per governar-lo, o si ho volgués viure en alguna ciutat d'Espanya, de la qual se li donaria el govern i la seva jurisdicció. Malgrat totes aquestes disposicions a favor de Maria Anna, la Junta va ser molt breu, amb l'arribada de Felip V el 1701. A més, la reina vídua va quedar-se sense suport a la cort, perquè tant el cardenal Portocarrero com l'ambaixador francès a Madrid, Henry d'Harcourt, a petició de Lluís XIV, la pressionaren perquè marxés de la vila abans de l'arribada del nou rei. Finalment, va abandonar l'Alcàsser de Madrid el 16 de gener de 1701, però sense sortir de la capital, s'instal·là a casa del duc de Terranova. Ben aviat, però, va rebre notificació que havia d'abandonar Madrid i escollir la localitat que preferís. Decidida a instal·lar-se a Toledo, Maria Anna va abandonar la vila de Madrid el 2 de febrer. Felip V va esperar a la frontera del Bidasoa un temps prudencial per deixar-la traslladar-se, i després la va visitar a la seva residència, i intercanviaren presents, Maria Anna li donà un Toisó d'Or.
Malgrat que va ser respectada inicialment per Felip V, durant la Guerra de Successió Espanyola, Maria Anna es va declarar austriacista, quan els aliats dels Habsburg van entrar a Toledo i durant l'ocupació de Madrid per l'arxiduc Carles el 1706, per la qual cosa, quan les forces detractores de Felip V es van retirar, fou desterrada per Felip V a Baiona, i sota una ordre del rei de França amb el pretext d'allunyar-la dels perills de la guerra. Durant el seu exili va rebre a la seva neboda, la segona esposa de Felip V, Isabel Farnese, i juntament amb el cardenal Alberoni, la va prevenir de la influència que encara tenia la princesa d'Orsini a la cort espanyola, que poc després fou expulsada de la cort.
Gràcies a la influència de la seva neboda, el 1738 tingué el permís de retornar a Espanya, sent rebuda pels monarques i altres personalitats a Alcalá de Henares el 17 de juny de 1739, i instal·lant-se a Madrid i, posteriorment, un cop malalta fou traslladada fins al Palau dels Ducs de l'Infantado a Guadalajara on morí el 16 de juliol de 1740, sent enterrada posteriorment al Monestir de l'Escorial.